# 2015-ös rövid pályás úszó-Európa-bajnokság
A 2015-ös rövid pályás úszó-Európa-bajnokságot december 2. és december 6. között rendezték Netánjában. Az Európa-bajnokság eredeti időpontja januárban lett volna, de az Európai Úszószövetség döntése alapján decemberben rendezték meg. A helyszín a verseny előtt átadott Wingate Institute volt. Ez a komplexum a legújabb olimpiai előírásoknak megfelelően épült, tíz pályával és három méteres medencemélységgel, valamint egy nyolc sávos 50 méteres medencével és egy hat sávos, 25 méteres medencével, a legkorszerűbb beépített szűrőrendszerekkel ellátva. 
Az Európa-bajnokság két legeredményesebb úszója Hosszú Katinka és Gregorio Paltrinieri voltak. Hosszú hat aranyérmet és egy ezüstöt nyert, két világrekordot és hat országos rekordot úszott. Ez volt a magyar úszóválogatott legeredményesebb rövid pályás úszó-Európa-bajnoksága, a megszerzett tizenegy arany-, három ezüst- és egy bronzéremmel az éremtáblázat élén végzett.

## Eredmények
- WR – világcsúcs;
- ER – Európa-csúcs
- CR – Európa-bajnoki csúcs

### Férfi
| Versenyszám          | Arany | Arany | Ezüst | Ezüst | Bronz | Bronz |
| -------------------- | ----- | ----- | ----- | ----- | ----- | ----- |
| 50 m gyorsúszás      |       |       |       |       |       |       |
| 100 m gyorsúszás     |       |       |       |       |       |       |
| 200 m gyorsúszás     |       |       |       |       |       |       |
| 400 m gyorsúszás     |       |       |       |       |       |       |
| 1500 m gyorsúszás    |       |       |       |       |       |       |
| 50 m hátúszás        |       |       |       |       |       |       |
| 100 m hátúszás       |       |       |       |       |       |       |
| 200 m hátúszás       |       |       |       |       |       |       |
| 50 m mellúszás       |       |       |       |       |       |       |
| 100 m mellúszás      |       |       |       |       |       |       |
| 200 m mellúszás      |       |       |       |       |       |       |
| 50 m pillangóúszás   |       |       |       |       |       |       |
| 100 m pillangóúszás  |       |       |       |       |       |       |
| 200 m pillangóúszás  |       |       |       |       |       |       |
| 100 m vegyesúszás    |       |       |       |       |       |       |
| 200 m vegyesúszás    |       |       |       |       |       |       |
| 400 m vegyesúszás    |       |       |       |       |       |       |
| 4 × 50 m gyorsváltó  |       |       |       |       |       |       |
| 4 × 50 m vegyesváltó |       |       |       |       |       |       |

### Női
| Versenyszám          | Arany | Arany | Ezüst | Ezüst | Bronz | Bronz |
| -------------------- | ----- | ----- | ----- | ----- | ----- | ----- |
| 50 m gyorsúszás      |       |       |       |       |       |       |
| 100 m gyorsúszás     |       |       |       |       |       |       |
| 200 m gyorsúszás     |       |       |       |       |       |       |
| 400 m gyorsúszás     |       |       |       |       |       |       |
| 1500 m gyorsúszás    |       |       |       |       |       |       |
| 50 m hátúszás        |       |       |       |       |       |       |
| 100 m hátúszás       |       |       |       |       |       |       |
| 200 m hátúszás       |       |       |       |       |       |       |
| 50 m mellúszás       |       |       |       |       |       |       |
| 100 m mellúszás      |       |       |       |       |       |       |
| 200 m mellúszás      |       |       |       |       |       |       |
| 50 m pillangóúszás   |       |       |       |       |       |       |
| 100 m pillangóúszás  |       |       |       |       |       |       |
| 200 m pillangóúszás  |       |       |       |       |       |       |
| 100 m vegyesúszás    |       |       |       |       |       |       |
| 200 m vegyesúszás    |       |       |       |       |       |       |
| 400 m vegyesúszás    |       |       |       |       |       |       |
| 4 × 50 m gyorsváltó  |       |       |       |       |       |       |
| 4 × 50 m vegyesváltó |       |       |       |       |       |       |

### Mixváltók
| Versenyszám         | Arany | Arany | Ezüst | Ezüst | Bronz | Bronz |
| ------------------- | ----- | ----- | ----- | ----- | ----- | ----- |
| 4 × 50 m mix gyors  |       |       |       |       |       |       |
| 4 × 50 m mix vegyes |       |       |       |       |       |       |